# Centerfield (Utah)
Centerfield è un comune degli Stati Uniti d'America, nella contea di Sanpete nello Stato dello Utah.